# Landolf VII de Capoue
Pour les articles homonymes, voir Landolf.
Landolf VII de Sainte-Agathe ou Landolf V de Capoue (mort en 1007), souvent nommé seulement  Landolf de Sainte-Agathe (italien Landolfo di Sant'Agata), est prince de Capoue de 1000 à sa mort.

## Origine
Landolf de Sainte-Agathe est le second fils de Landolf III de Bénévent (mort en 969), qui fut seulement prince associé avec son frère Pandolf Tête de Fer. Après la mort de ce dernier en 981, le frère aîné de Landolf, Pandolf II de Bénévent qui avait été est écarté de la succession paternelle à Bénévent est  appelé à prendre la tête de la principauté qui souhaite mettre fin à l'union avec la principauté de Capoue. Landolf reçoit comme fief le comté de Sant'Agata de' Goti et la forteresse qui s'y trouvait.
À Capoue après la destitution en 999 de Laidolf, le dernier fils de Pandolf Tête de Fer, l'empereur Othon III du Saint-Empire avait imposé comme prince un certain Adémar, qui après quatre mois de règne est renversé et Landolf de sainte-Agathe, le frère du prince régnant de Bénévent, est appelé pour lui succéder en juillet 1000. Le règne de Landolf est bref car il  meurt dès 1007, il a comme successeur son jeune fils Pandolf II de Capoue pendant que son frère aîné Pandolf II de Bénévent dit le Vieux ou l'Ancien s'impose comme corégent à son neveu.

## Postérité
D'une épouse inconnue Landolf VII laisse un fils unique :
- Pandolf II de Capoue Niger ou le Jeune.

## Sources
- Jules Gay L'Italie méridionale et l'Empire byzantin depuis l'avènement de Basile Ier jusqu'à la prise de Bari par les Normands (867-1071) Albert Fontemoing éditeur, Paris 1904 p. 636.
- Venance Grumel Traité d'études byzantines La Chronologie: Presses universitaires de France Paris 1958, « Princes lombards de Bénévent et de Capoue » p. 418-420.
- (en) Landolf VII 1000-1007 sur le site Medieval Lands.